# 수성구민운동장
수성구민운동장(壽城區民運動場, Suseong Civic Stadium)은 대한민국 대구광역시에 있는 스포츠 시설이다. 천연잔디 필드가 갖춰진 경기장이며, 1993년에 준공되었다.

## 참고 문헌
- “수성구민운동장”. 수성구청.
- 〈수성구민운동장〉. 《대구역사문화대전》. 한국학중앙연구원.
- 《2023 전국 공공체육시설 현황 (2022년 12월말 기준)》. 대한민국 문화체육관광부. 2024.